# گرین کارنیشن
گرین کارنیشن (به انگلیسی: Green Carnation) یک گروه پراگرسیو نروژی است که در سال ۱۹۹۰ توسط ترژه ویک اسکی (نوازندهٔ گیتار بیس) بنیان گذاشته شد. اما اولین آلبوم رسمی آن‌ها ۱۰ سال بعد به بازار آمد. آلبومی در ژانر پراگرسیو متال که از همان الگوهای حماسی یا اپیک پیروی می‌کرد. پر از اشاره به داستان‌های اسکاندیناوی است. نام اولین آلبوم آن هاً سفر به انتهای تاریکی است. نام‌های این‌چنینی بین گروه‌های نروژی پُراستفاده هستند.

## آلبوم‌های گروه
گرین کارنیشن در آلبوم دوم کار عجیبی می‌کند و فقط یک آهنگ برای آلبومش در نظر می‌گیرد که البته آن یک آهنگ ۶۰ دقیقه‌ای است. از آلبوم سوم تغییر آشکار می‌شود. گرین کارنیشن به تدریج آرام و آرام‌تر می‌شود. شلوغی گیتار که در نهایت نوعی پیچیدگی ظاهری در خود دارد جایش را به پیچیدگی ساختاری می‌دهد. موسیقی آن هااز تظر ملودیک در ظاهر ساده و عامه‌پسندتر می‌شود.

## گروه در حال حاضر
مثل بیشتر گروه‌های امروزی همین حالا از هم پاشیده و اعضایشان هرکدام مشغول کار دیگری هستند. البته ترژه ویک اسکی مؤسس گروه هنوز به کار ادامه می‌دهد و در حال آماده کردن کار جدید است.